# ラテン連合
ラテン連合（らてんれんごう、西: Unión Latina）はかつて存在したロマンス諸語を使用する国の国際機関である。ラテン語とその影響を受けた世界を統一するアイデンティティの保護や研究、推進することを目的としていた。1954年にスペイン・マドリードで創設され、加盟国は12か国であった。1983年以降は本部をフランス・パリに置き国際的な機関として運営され、世界各地の36か国が加盟した。
財政的問題により、2012年1月末をもって組織は解体された。

## 参加基準
ラテン連盟のウェブサイトによると、以下の条件を満たす国に参加資格があるとされている。
- 言語学の基準
  - ラテン語に由来する言語を公用語としている。
  - 教育においてラテン語由来の言語を用いる。
  - マスメディアや日常生活において、一般的にラテン語由来の言語を用いる。
- 言語文化の基準
  - ラテン語由来の言語を用いて文学が書かれる。
  - ラテン語由来の言語を用いて新聞や出版物が発行される。
  - ラテン語由来の言語を用いたテレビ番組が最も多く放送される。
  - ラテン語由来の言語を用いたラジオ番組が広域で聴取できる。
- 文化の基準
  - 直接的あるいは間接的に古代ローマの文化などを継承し、それが恒久的なものとなっている。
  - ラテン語由来の言語を用いた文化的な教育が行われている。
  - 他のラテン諸国と交流がある。
  - 人権や民主主義、信仰の自由などが、特に法律分野で保障されている。

## 加盟国
ラテン連合には以下の36か国が参加していた。
- フランス語（Français）
  -  コートジボワール
  -  フランス
  -  ハイチ
  -  モナコ
  -  セネガル
- イタリア語（Italiano）
  -  イタリア
  -  サンマリノ

- スペイン語（Castellano、Español）
  -  ボリビア
  -  チリ
  -  コロンビア
  -  コスタリカ
  -  キューバ
  -  ドミニカ共和国
  -  エクアドル
  -  エルサルバドル
  -  グアテマラ
  -  ホンジュラス
  -  ニカラグア
  -  パナマ
  -  パラグアイ
  -  ペルー
  -  フィリピン
  -  スペイン
  -  ウルグアイ
  -  ベネズエラ

- ポルトガル語（Português）
  -  アンゴラ
  -  ブラジル
  -  カーボベルデ
  -  ギニアビサウ
  -  モザンビーク
  -  ポルトガル
  -  サントメ・プリンシペ
  -  東ティモール
- カタルーニャ語（Català）
  -  アンドラ
- ルーマニア語（Română）
  -  モルドバ
  -  ルーマニア

## オブザーバー
- アルゼンチン
- メキシコ
- バチカン
- マルタ

## 公用語
以下の6言語がラテン連合で用いられる公用語とされており、それぞれの言語では“ラテン連合”を以下の様に表記する。
- フランス語: Union Latine
- イタリア語: Unione Latina
- スペイン語: Unión Latina
- ポルトガル語: União Latina
- カタルーニャ語: Unió Llatina
- ルーマニア語: Uniunea Latină

この中でフランス語・イタリア語・スペイン語・ポルトガル語の4つが作業言語として用いられる。一般に配布される文書はこの4つの言語に翻訳され、一部はカタルーニャ語とルーマニア語にも翻訳される。